# Nebet (djati)
Nebet (nb.t, "Senyora") va ser una aristòcrata egípcia de la dinastia VI. Va tenir el càrrec de djati (visisr) durant el regnat de Pepi I, que era el seu gendre (i possiblement també el seu nebot). Va ser la primera dona djati de la història de l'Antic Egipte; la següent dona en ocupar aquest càrrec va ser a la dinastia XXVI.
| nb · t |

| nb · t |

Era l'esposa del noble Khui, que era supervisor de la Ciutat de la Piràmide.
Les seves filles, les reines Ankhesenpepi I i Ankhesenpepi II van ser, respectivament, les mares dels faraons Merenre Nemtiemsaf i Pepi II.
El seu fill Djau, que tenia una tomba a Abidos, es va convertir en djati dels seus nebots, els faraons. S'esmenta a la seva tomba.
Nebet era contemporània de Uni el Vell.